# 非ケクレ分子

非ケクレ分子の例。 (a) ポリエン (b) キノジメタン (c) 多環式芳香族

非ケクレ分子（ひケクレぶんし）とは、古典的なケクレ構造に分類できない共役炭化水素をいう。
非ケクレ分子は、化学式上のラジカル中心を二つもしくはそれ以上の数もつため、それらのスピン-スピン相互作用により電気伝導性や強磁性を示すことがあり、機能性材料への応用が期待されている。しかし、これらの分子は非常に反応性が高く、ほとんどの分子は室温でも容易に分解または重合してしまうため、実用に際しては安定化のための戦略が必要である。これらの高反応性分子の合成や観測は、主にマトリックス分離法を用いて行なわれる。

## ビラジカル
最も単純な非ケクレ分子はビラジカル（Biradical）である。ビラジカルは二つの「独立に」ふるまうフリーラジカルを持つような偶数電子化合物である。 より一般的な化学種であるジラジカルとは異なる。
最も初期のビラジカルの合成の一つは1915年のシュレンクによるもので、ゴンバーグによるトリフェニルメチルラジカルの合成と同じ手法により行なわれた。 いわゆるシュレンクの炭化水素は以下のような分子である。
ユージン・ミュラーは、グーイの磁気天秤を用いて、これらの化合物がスピン三重項の基底状態をもち、常磁性を示すことを初めて明らかにした。
初期のビラジカル合成としては、他にも1907年のチチバビンによるものがあげられる。1960年のヤンによる合成や1962年のコッピンガーによるものも先駆的なものとして挙げられる。
| Tschitschibabin biradical (1907) |  | Yang biradical (1960)   |  | Coppinger biradical (1962)      |
| チチバビンのビラジカル (1907)    |  | ヤンのビラジカル (1960) |  | コッピンガーのビラジカル (1962) |

### トリメチレンメタン
よく研究されているビラジカルとして、トリメチレンメタン (TMM), C4H6 が挙げられる。 1966年、 ポール・ダウドは電子スピン共鳴によりこの化合物もスピン三重項状態にあることを示した。結晶性のホスト中においてはTMMの6つの水素は同等である。

### キノジメタンとPAH
メチレン基で置換された六員環をもつビラジカロイドキノジメタンも非ケクレ分子である。
非ケクレ多環芳香族炭化水素はいくつかの縮合した六員環を持つ。この化合物群の最も単純な例はトリアンギュレンである。1953年にクラーが失敗したのち、1995年にリチャード・J・ブッシュビーによりトリオキシトリアンギュレン、2001年には中筋一弘により速度論的に安定なトリアンギュレンが合成されている。関連するビラジカルとして、 パラベンザインが挙げられる。
他にも、プレアデン、拡張ビオロゲン、 コランニュレン、ニトロニルニトロキシド、 ビスフェナレニル、テランセンの誘導体ビラジカルが研究されている。
| Teranthene biradical |  | Bisphenalenyl biradical                                                                            |
| テランセンビラジカル Singlet. max. 3 stabilizing Clar sextets, stable rt, air. 50% biradical, molecular section of graphene |  | ビスフェナレニルビラジカル Singlet. max. 6 stabilizing Clar sextets, stable rt, air. 42% biradical |

### オキシアリル
オキシアリルジラジカル (OXA) は、トリメチレンメタン分子のメチレン基を一つ酸素で置換したものである。この化学種は、シクロプロパノンや酸化アレンの開環反応やファヴォルスキー転位の反応中間体として現われる。この中間体は酸素ラジカルアニオンとアセトンの反応にも現われ、光電子分光により研究されている。OXA の実験的電子親和力は 1.94 eV である。

## 分類

non-disjoint型（上）と disjoint型（下）の非ケクレ分子のNBMO

化学式上のラジカル中心を二つ持つ非ケクレ分子（非ケクレジラジカル）は、二つの非結合分子軌道 (NBMO) の形によりnon-disjoint型とdisjoint型に分類される。 
トリメチレンメタンなどのnon-disjoint型のNBMOは両方の軌道が同じ原子上に電子密度をもつ。 フント則によれば、クーロン斥力により同じ軌道は二つの電子で占有されず、それぞれの軌道が平行スピンを持つひとつずつの電子により占有される。よって、non-disjoint型NBMOを持つ分子は三重項の基底状態をとることが予想される。
対照的に、テトラメチレンエタンなどのdisjoint型分子のNBMOは同じ原子上に電子密度を持たない。このような分子はクーロン斥力による不安定化の度合いがnon-disjoint型分子に比べて小さく、このため比較的安定な一重項基底状態をもち、三重項基底状態とほとんど同じ安定性となるか、交換相互作用のためにむしろ安定性が逆転する場合もある。